# 東京ディズニーシー・シーズン・オブ・ハート
『東京ディズニーシー・シーズン・オブ・ハート』（とうきょう- , Tokyo DisneySea Season of the Heart）は2007年1月11日から2007年3月14日と2008年1月17日から2008年3月14日に東京ディズニーシーで毎年開催されたスペシャルイベントである。

## 概要
このイベントは、カップルや夫婦を対象としたイベントであり、期間中に開催されたエンターテイメントも"愛"をテーマにしたものが公演されている。

## 2007年

### エンターテイメント

#### スウィートハート・ロマンス
『スウィートハート・ロマンス』（Sweetheart Romance）はイベントの前期（2007年1月11日～2月13日）にかけて開催されたショー。メディテレーニアンハーバーのリドアイルで実施された。
『東京ディズニーシー5thアニバーサリー』のバージ船にミッキーマウスやミニーマウスらが乗り、ハーバーを一周したあとリドアイルに停泊し、ショーを行う。ショーの途中では鑑賞しているゲストの中から3組のカップルが選ばれ、リドアイルに設置された"愛の鐘"を鳴らすといったゲストが参加するシーンもあった。基本は博士と助手のアドリブによるMC。
登場キャラクター
- ミッキーマウス、ミニーマウス
- ドナルドダック、デイジーダック
- チップ、デール
- アラジン、ジャスミン
- アリエル、エリック
- ビアンカ、バーナード

#### ブラヴィッシーモ! 〜スペチアーレ〜
『ブラヴィッシーモ! 〜スペチアーレ〜』（BraviSEAmo! - Speciale）はイベントの後期（2007年2月14日～3月14日）にかけて開催されたショー。東京ディズニーシーで行われている夜の水上ショー『ブラヴィッシーモ!』をイベント向けにアレンジしたスペシャルバージョンである。
火の精「プロメテオ」と水の精「ベリッシー」が恋をして一緒になるという一連の展開は変わらず、ショーも終盤までは通常バージョンと同じだが、通常バージョンで『ブラヴィッシーモ!』のテーマソングである「Swept Away」が流れるところから変更されており、5周年のバージ船とそのほかの船にミッキーマウスとミニーマウスをはじめ、ディズニーのカップルたちが乗船しており、ハーバーを一周する。その間は通常の『Swept Away』に替わり、『Swept Away 日本語版』とシーズン・オブ・ハートのテーマ曲のインストゥルメンタルバージョンが流れる。
『Swept Away 日本語版』は、このイベントのために作られたものでイベント終了とともに『ブラヴィッシーモ!』でも使用されなくなった。
登場キャラクター
- ミッキーマウス、ミニーマウス
- アラジン、ジャスミン
- アリエル、エリック

#### ケープコッド・ステップアウト
イベントのテーマ曲『シーズン・オブ・ザ・ハート』を歌うシーンが追加された。

#### プレシャストレジャー・オブ・アグラバー
途中から「アグラバー・ベリーダンスコンテストで優勝した」ジーニーが参加。
ゲストを交えたダンスシーンが追加された。

### デコレーション
このイベントの期間中はメディテレーニアンハーバーに様々なデコレーションやフォトロケーションが設置された。

#### キューピットの門
東京ディズニーシー・メインエントランス（ディズニーシー・プラザ）からメディテレーニアンハーバーへ向かう通路に設置された。3人のキューピットはドナルドの甥っ子であるヒューイ、デューイ、ルーイが扮している。その両端にある柱の部分にはディズニーのカップルが描かれたモニュメントが設置された。
描かれたカップル
- メガラ、ヘラクレス（ディズニー映画『ヘラクレス』）
- ミニーマウス、ミッキーマウス
- ジャスミン、アラジン（ディズニー映画『アラジン』）
- アリエル、エリック（ディズニー映画『リトル・マーメイド』）
- デイジーダック、ドナルドダック
- エスメラルダ、フィーバス（ディズニー映画『ノートルダムの鐘』）

#### スウィートハート・ファウンテン
メディテレーニアンハーバーにあるレストラン「カフェ・ポルトフィーノ」前にある噴水に『シーズン・オブ・ハート』のデコレーションを施したもの。こちらもディズニーのカップルが描かれていた。
描かれたカップル
- メガラ、ヘラクレス（ディズニー映画『ヘラクレス』）
- ジャスミン、アラジン（ディズニー映画『アラジン』）
- アリエル、エリック（ディズニー映画『リトル・マーメイド』）

#### ゼウスの口
ディズニー映画『ヘラクレス』に出てきたゼウスがモチーフになっているモニュメント。イタリアのローマにある真実の口がモデル。手を入れると何らかの反応が返ってくる。

#### 告白の橋
パラッツォ・カナルに架かっている橋「ポンテ・デッラルスチタ」上に設置されたモニュメント。筒のようなものがあり、中心部は透明な板でできている。カップルが筒の中で手をつなげるようになっている。

#### 求愛のバルコニー
ドナルドダックとデイジーダックが「ロミオとジュリエット」の有名なバルコニーのシーンを演じている。ドナルドダックがロミオでデイジーダックがジュリエットになっている。
このモニュメントと同様のバルコニーのシーンをモチーフと絵画が、ヴァレンティーナズ・スウィート店外に飾られているが、意味合いは大きく異なっている。

#### ロマンスの泉
ルーベンスの代表作「ルーベンスとその妻」をモチーフにしたフォトロケーションで、ミッキーマウスとミニーマウスのモニュメントが飾られていた。
このモニュメントと同様の絵画が、ヴァレンティーナズ・スウィート店内に飾られている。

#### ハートのテラス
メディテレーニアンハーバーにあるレストラン「ザンビーニ・ブラザーズ・リストランテ」のテラス席に設置されたモニュメント。カップルがキャストからメッセージカードを貰い、2人の想いを書いてハートのテラスに飾る。また、「エンポーリオ」で販売していた「ハートのカード」でも同様に想いを書いて飾ることが可能だった。

### その他
- このイベント期間中にはイベントの詳細が載った「東京ディズニーシー・シーズン・オブ・ハート・ガイド」を配布していた。配布場所は以下の通り。
  - メインエントランス チケットブース
  - メインエントランス ゲストリレーション
  - 「エンポーリオ」
  - 「ガッレリーア・ディズニー」
  - 「リストランテ・ディ・カナレット」
  - 「イル・ポスティーノ・ステーショナリー」
  - 「ザンビーニ・ブラザーズ・リストランテ」
  - 「マクダックス・デパートメントストア」
  - 「レストラン櫻」
- 当初はこのイベントの楽曲を収録したCDも発売する予定であったが、結局発売中止になってしまった。だが、『ブラヴィッシーモ! 〜スペチアーレ〜』で使用された「Swept Away 日本語版」は2007年2月21日（一般発売は2月28日）に発売された「東京ディズニーシー ブラヴィッシーモ!コンプリート」に収録されている。

## 2008年
チップとデールをモチーフとした「友愛」、ピノキオとゼペットをモチーフとした「親子愛」がテーマに加えられた。

## 関連
- 東京ディズニーシーのスペシャルイベント
- 東京ディズニーシー バレンタイン・ナイト